# Пема Дорджі (футболіст)
Пема Дорджі (нар. 5 липня 1983) — бутанський футболіст та тренер.

## Клубна кар'єра
Футбольну кар'єру розпочав 2005 року в клубі «Транспорт Юнайтед». На початку 2008 року перейшов до «Єедзіну». Кар'єру гравця завершив 2014 року.

## Кар'єра в збірній
У складі національної збірної Бутану дебютував 2015 року. Востаннє футболку збірної одягав 2013 року. Зіграв за головну бутанську команду 31 матч (30 — під егідою ФІФА).

## Кар'єра тренера
По завершенні кар'єри гравця розпочав тренерську діяльність. З 2014 по 2015 рік очолював бутанський «Тертонс». Пема працював помічником головного тренера бутанської збірної, японця Цукітате Норіо, під час першого матчу другого раунду кваліфікації кубку Азії 2019, допоки японський тренер 8 жовтня 2015 року не вступив у конфлікт з менеджером збірної під час поєдинку кваліфікації чемпіонату світу Бутан - Мальдіви. Як наслідок, у наступному матчі збірної Бутану проти Гонконгу, 13 жовтня 2015 року, Пема працював виконувачем обов'язків головного тренера бутанської збірної.